# Sedimentationsverfahren
Das Sedimentationsverfahren ist ein koproskopisches Nachweisverfahren (Kotuntersuchung) für den Nachweis parasitärer Entwicklungsstadien.

## Prinzip des Verfahrens
Bei den nachzuweisenden Eiern handelt es sich um große, schwere Eier (polylecithale, also viel Dottersubstanz enthaltend). Diese lagern sich dementsprechend schnell im Sediment der Suspension ab. Das Verfahren ist geeignet für den Nachweis von:
- Eiern der Diphyllobothriidae
- Eiern von Saugwürmern der Gattungen Fasciola und Paramphistomum
- Oozysten von Einzellern: Balantidium, einige Eimeria-Arten

Durch das Verfahren werden nur etwa 30 % der Eier im Kot erfasst, so dass die diagnostische Sicherheit für den Großen Leberegel bei etwa 68 % liegt. Für andere Saugwürmer wie dem Kleinen Leberegel oder Opisthorchiidae ist das Verfahren sehr unsicher.

## Qualitatives Sedimentationsverfahren nach Benedek
Zuerst wird aus der Kotprobe und Leitungswasser eine Suspension hergestellt. Eventuell kann ein wenig Detergens (ein Tropfen Spülmittel) hinzugegeben werden. Die Suspension wird sodann durch ein Sieb der Maschenweite 250–300 μm in ein hohes, schmales Becherglas gegossen. Der Siebrückstand wird mit Leitungswasser nachgespült, bis das Becherglas gefüllt ist und dieses dann für drei Minuten stehen gelassen. Danach wird der Überstand (Teil der Suspension über dem sedimentierten Bereich) abgegossen und das Glas wieder mit Leitungswasser aufgefüllt. Dieser Vorgang wird je nach Verschmutzungsgrad ein- bis zweimal wiederholt. Der Überstand wird nun ein letztes Mal abgegossen. Zum zuletztgewonnenen Sediment können zwei bis drei Tropfen Methylenblau hinzugegeben werden, um verbliebene Pflanzenteile (Pflanzenfasern aus dem Kot von Pflanzenfressern) anzufärben. Diese Hintergrundkontrastfärbung ist sinnvoll, um die Eier und Larven leichter von noch verbliebenen Pflanzenfasern unterscheiden zu können. Das Sediment kann nun in einer Petrischale unter dem Mikroskop durchgemustert werden. Bei Kotproben von Wiederkäuern reicht gegebenenfalls die Lupenvergrößerung, bei Proben von Fleischfressern ist eine größere Vergrößerung notwendig, da hier die Eier relativ klein sind.